# Amblystegiella
Amblystegiella es un género de musgos hepáticas perteneciente a la familia Amblystegiaceae. Comprende 15 especies descritas y de estas, solo 2 aceptadas:

## Taxonomía
El género fue descrito por Leopold Loeske y publicado en Moosflora der Harzes 294. 1903. La especie tipo es: Amblystegiella sprucei (Bruch) Loeske. Mitt.	

## Especies aceptadas
A continuación se brinda un listado de las especies del género Amblystegiella aceptadas hasta junio de 2013, ordenadas alfabéticamente. Para cada una se indica el nombre binomial seguido del autor, abreviado según las convenciones y usos.
- Amblystegiella densissima (Cardot) Broth.
- Amblystegiella jungermannioides (Brid.) Giacom.